# Jochem Roos
Jochem Roos (Scheveningen, 23 april 1954) is een predikant van de Gereformeerde Gemeenten in Nederland.

## Biografie
Aanvankelijk was Roos werkzaam als veehouder. Na zijn tweejarige studie aan de Theologische School van de Ger. Gem. in Ned. werd Roos op 15 oktober 1987 predikant in het Canadese Chilliwack (Reformed Congregations in North America). In 1994 keerde hij terug naar Nederland met het aannemen van een beroep naar de grote gemeente van Opheusden. In deze periode (1999) werd het kerkgebouw van deze gemeente uitgebreid van 1.760 naar 2.624 plaatsen. In 2004 nam Roos een beroep aan naar Barneveld, eveneens een grote gemeente. In 2008 werd hier door ds. J. Roos een nieuwe kerkgebouw, de Hoeksteen in gebruik genomen. Dit gebouw telt 2.500 zitplaatsen.

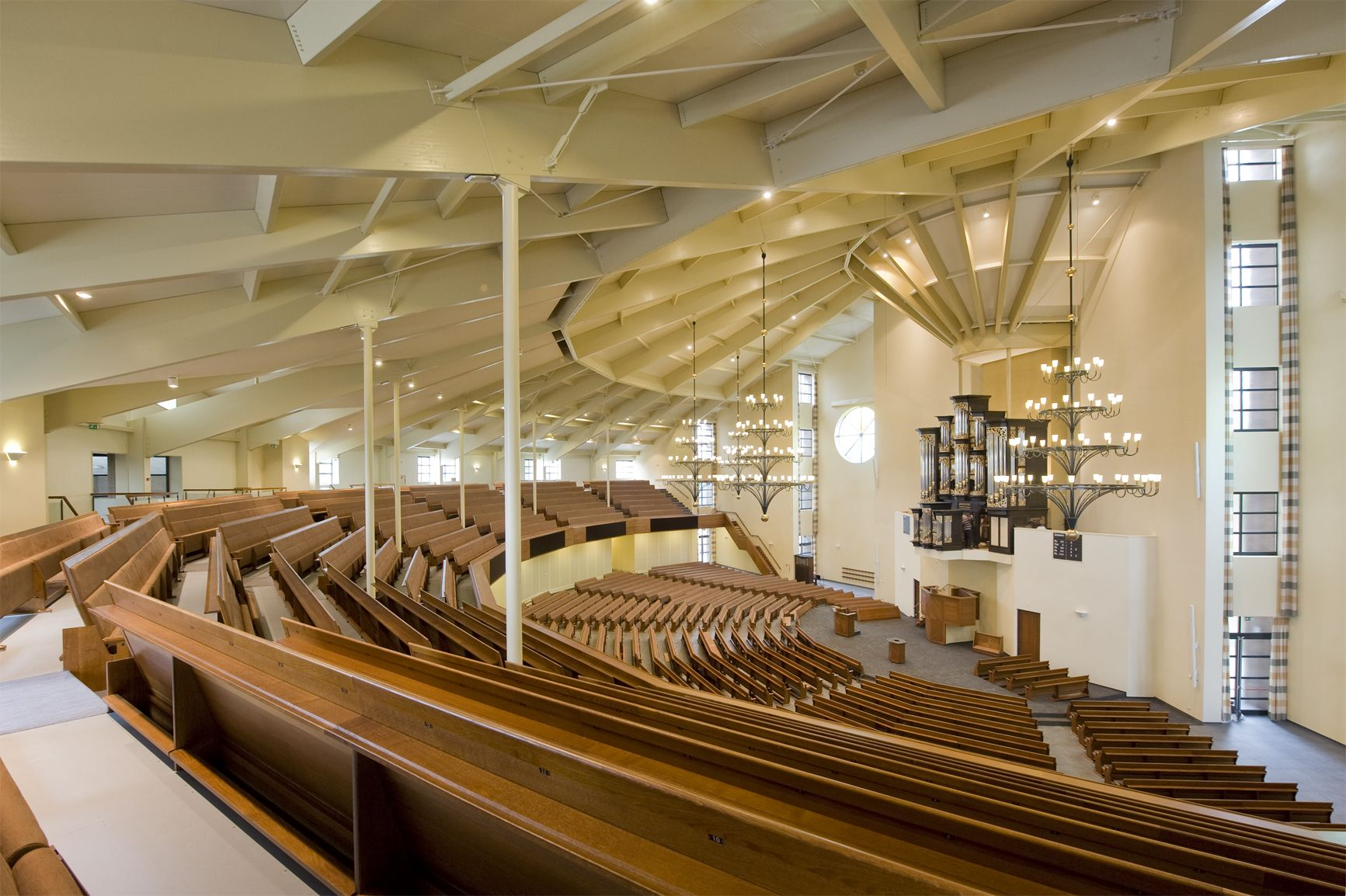
Kerkinterieur De Hoeksteen, waar Roos voorganger is

In 2008 volgde hij ds. Frans Mallan op als hoofddocent op de Theologische School van de Gereformeerde Gemeenten in Nederland.
Ook is hij hoofdredacteur van het kerkblad ‘De Wachter Sions’.

## Boeken
- Op de leerschool van vrije genade. 52 meditaties (Houten: Den Hertog, 2002)
- Davids Reislied, Zeven preken over Psalm 23 (Opheusden: De Wachter Sions, 2008)
- Uit de Pastorie. Hoe wonderbaar is Uw getuigenis! 7 delen. (Deel 1 t/m 5: Opheusden: De Wachter Sions, 2006-2010; delen 6 en 7: Barneveld: Koster, 2012-2014)
- Wat dunkt u van den Christus? 20 meditaties over Mattheüs 22:42a (Barneveld: Gebroeders Koster, 2010)